# Lei de Bases e Pontos de Partida para a Liberdade dos Argentinos
A Lei de Bases e Pontos de Partida para a Liberdade dos Argentinos foi um projeto de lei apresentado em 27 de dezembro de 2023 pelo governo de Javier Milei. É assinado integralmente pelo Chefe da Casa Civil e pelos nove ministros do governo. Seu nome é inspirado na obra "Bases y puntos de partida para la organización política de la República Argentina" de Juan Bautista Alberdi.
A lei ficou conhecida como lei omnibus, ou seja, uma lei geral que inclui um pacote de iniciativas focadas em mudanças estruturais votadas em conjunto. Na prática política argentina, é comum que leis desse tipo geralmente sejam apresentadas no início de um novo mandato.
O projeto de lei, que continha 664 artigos mais anexos em sua primeira versão, propõe reformas em diversos temas: a emergência econômica; reorganização administrativa; segurança e defesa; justiça; interior, ambiente, turismo e desporto; capital humano; saúde pública; e infraestrutura e serviços. Além disso, o projeto em sua primeira versão ratificou o decreto de necessidade e urgência (DNU) emitido pelo partido no poder em 20 de dezembro de 2023.
Contém delegações legislativas ao Poder Executivo nacional de emergência pública em questões econômicas, financeiras, fiscais, sociais, previdenciárias, de segurança, defesa, tarifárias, energéticas, de saúde e sociais até dezembro de 2024.
Em 2 de fevereiro de 2024, o projeto obteve meia sanção para opinião majoritária da Câmara de Deputados com 144 votos afirmativos, 109 votos negativos e nenhuma abstenção. Em 6 de fevereiro de 2024, logo após o início do tratamento artigo por artigo, o projeto voltou a zero após a interrupção do tratamento pelo partido no poder com a intenção de ser novamente tratado em comissões. O texto passou por uma segunda análise na Câmara de Deputados no fim de abril de 2024, e foi aprovado. Em junho de 2024, a lei foi aprovada no Senado da Nação Argentina. O texto foi modificado pelo Senado, e por isso, teve de voltar para votação na Câmara pela terceira vez; com sua aprovação, acabou sendo sancionado e promulgado no fim de junho de 2024.

## Contexto

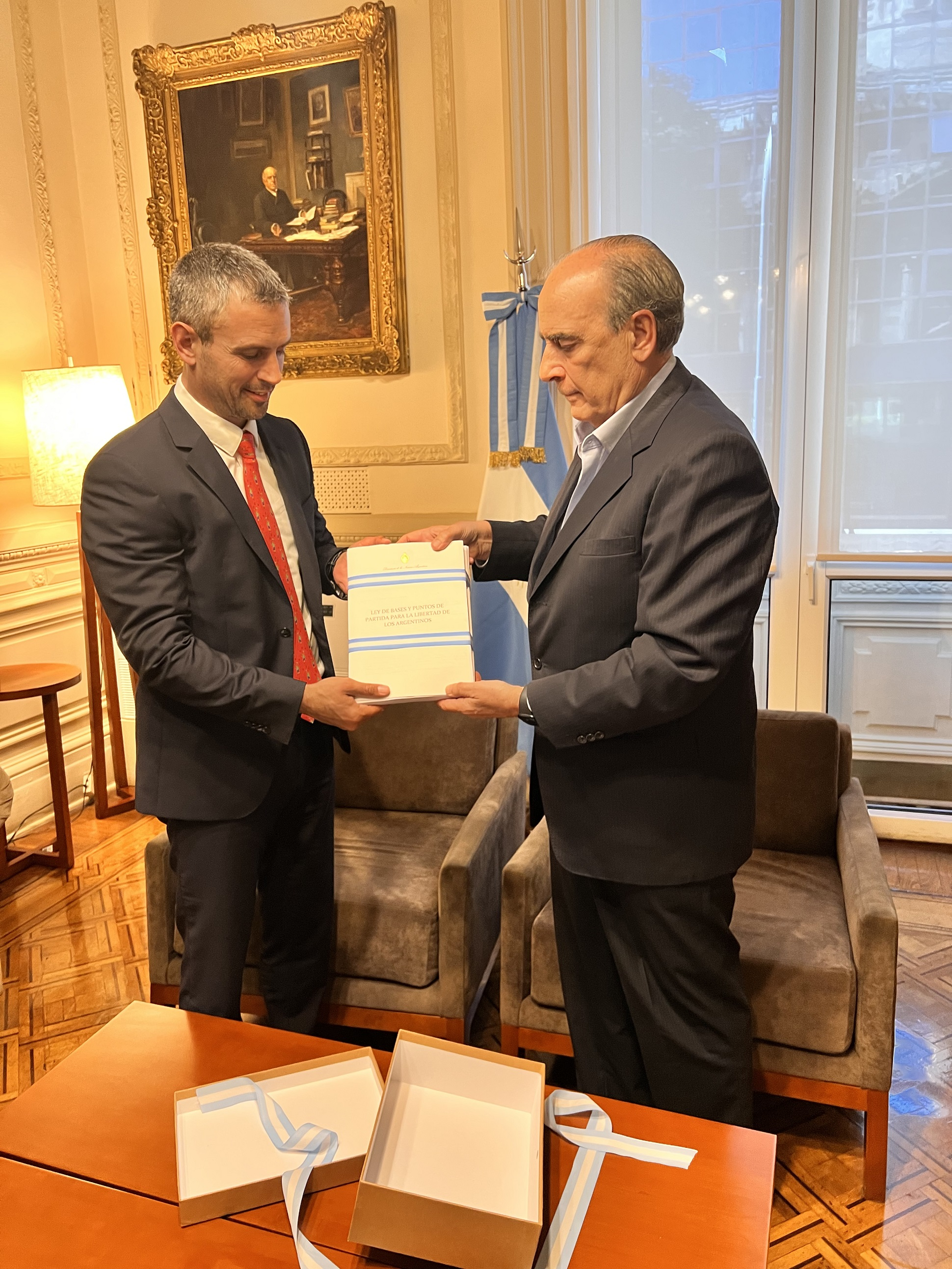
Então Ministro do Interior e atual Chefe do Gabinete de Ministros da Nação, Guillermo Francos, entregando o projeto de lei original ao presidente da Câmara dos Deputados, Martín Menem, 27 de dezembro de 2023.

O projeto foi enviado ao Congresso, após a edição do Decreto de Necessidade e Urgência 70/2023, para sancionar ou reformar setores que não são do poder do Executivo já que a Constituição estabelece que somente o Poder Legislativo pode sancionar tributos, reformar eleições e o Código Penal.

## Conteúdo original

### Declaração de emergência pública
Declara emergência pública em questões econômicas, financeiras, fiscais, previdenciárias, de segurança, de defesa, tarifárias, energéticas, de saúde, administrativas e sociais até 31 de dezembro de 2025, podendo o Poder Executivo prorrogar o prazo por mais 2 anos.

### Ratificação do DNU 70/2023
O artigo 654 ratifica o Decreto de Necessidade e Urgência nº 70/23.

### Desregulamentação econômica
Estabelece a revogação de diversas leis ou decretos que limitam o funcionamento dos mercados e da atividade económica em geral. Entre as revogações estão:
- Lei nº 25.542 – Lei de defesa da atividade livreira.[15]
- Lei nº 23.727 – Instalação e utilização de sistemas de recepção de sinais de radiodifusão de satélites.[16]
- Lei nº 27.442 – Lei de Defesa da Concorrência.[17]

Entre as modificações estão algumas das seguintes leis:
- Decreto nº 2.753/91 (é eliminado o imposto que poderia ser aplicado às mercadorias que os viajantes entram no país sem finalidade comercial).[18]
- Lei nº 23.184 – Regime Penal e de Contravenção para a violência nos eventos acima mencionados. Responsabilidade Civil» (é permitida a revenda de bilhetes para eventos desportivos).[19]
- Decreto nº 2.753/91 (Não são solicitados formulários para entrada de produtos pelo regime de bagagem que não se possa presumir que tenham finalidade comercial).[20]

### Direitos de exportação
Aumenta a alíquota de 31% para 33% para subprodutos de soja e zero retenções para uma série de produtos, incluindo azeitona, arroz, couro bovino, laticínios, frutas exceto limão, hortícolas, entre outros. Ao contrário dos restantes, o sector vitivinícola receberia um aumento de 8%.

### Empresas Estatais
Foi proposta a privatização de empresas e empresas do Estado, ou de maioria estatal, entre as quais estão: Aerolíneas Argentinas ; Arsat ; AySA Banco da Nação Argentina ; Banco de Investimento e Comércio Exterior SA ; Casa de Moneda SA, Correo Argentino; Enarsa Ferrovias Argentinas ; Campos Petrolíferos Fiscais ; Operadora Ferroviario, entre outros.

### Sistema de pensões
Está suspensa a aplicação da fórmula de mobilidade de reforma utilizada para atualização patrimonial. O poder executivo nacional tem competência para fazer aumentos periódicos, dando prioridade aos beneficiários de rendimentos mais baixos, até que seja aplicada uma fórmula automática.

## Conteúdo modificado

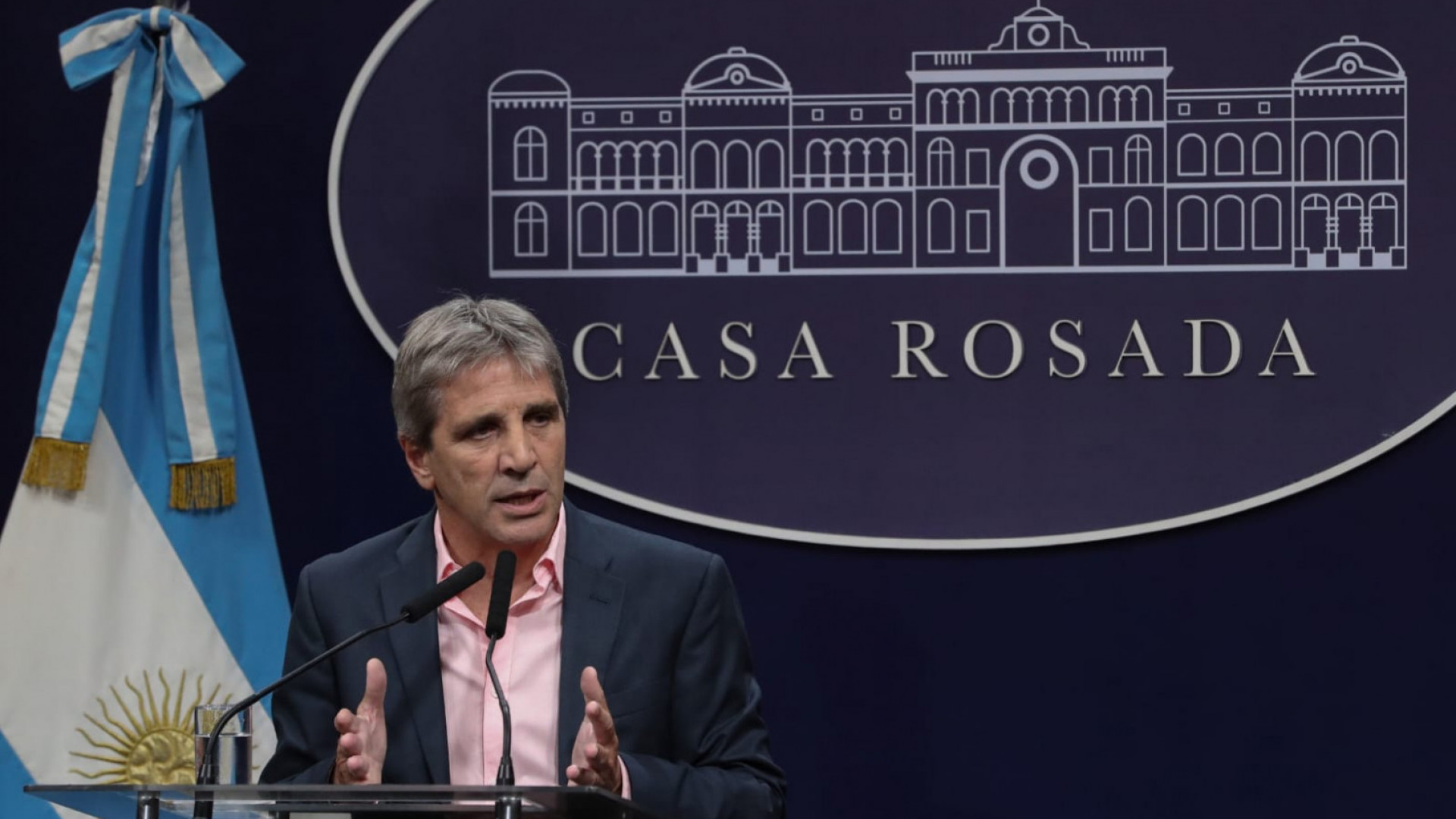
Luis Caputo anuncia a retirada do capítulo fiscal, 26 de janeiro de 2024.

A primeira mudança apresentada no projeto, em 22 de janeiro de 2024, foi uma modificação na nova fórmula de mobilidade previdenciária, uma modificação no tempo de concessão de delegações ao Poder Executivo por um ano a menos, foi retirada no artigo que ratificou o DNU 70/2023, a empresa estatal Yacimientos Petrolófilos Fiscales (YPF) foi excluída das empresas propostas para privatização e as empresas Arsat, Banco Nación e Nucleoeléctrica só puderam ser parcialmente privatizadas.
Em 26 de janeiro de 2024, o ministro da Economia, Luis Caputo, anunciou a segunda alteração do projeto de lei, que consistia na retirada do capítulo fiscal que propunha a lavagem de dinheiro, a moratória das dívidas fiscais, o aumento de impostos e o aumento das retenções.

## Reações
Em 24 de janeiro de 2024, a Confederação Geral do Trabalho realizou uma greve geral rejeitando o decreto de necessidade e urgência 70/2023 e o projeto de lei, mobilizando-se principalmente diante do Congresso. O governador da província de Buenos Aires, Axel Kicillof, participou da manifestação. Para apoiar a greve geral, foram realizadas mobilizações internas em cidades das províncias de Salta, Mendoza, Santa Fé, San Luis, Buenos Aires e Río Negro, e no exterior em cidades de países como França, Itália, Reino Unido , Holanda, Bélgica, Espanha, Alemanha, Uruguai, Brasil, México, Paraguai, Chile e Bolívia . Segundo a opinião do porta-voz da presidência, Manuel Adorni, o cumprimento da greve é considerado pelo governo “muito baixo”.

### Protestos fora do Congresso
Durante os protestos fora do Congresso em torno do debate da lei nos Deputados, ocorreram incidentes. Houve repressão das forças de segurança federais aos manifestantes com uso de balas de borracha, spray de pimenta e caminhões com canhões de água. Entre os manifestantes feridos destacam-se 26 jornalistas pertencentes a diferentes meios de comunicação que estavam a gravar a manifestação. Esta situação provocou o repúdio do Sindicato de Imprensa de Buenos Aires (SiPreBA), que expressou:
Apelamos ao fim das ações repressivas nos próximos dias e exigimos que os nossos colegas possam realizar o seu trabalho jornalístico em paz, sem ataques ou impedimentos. A liberdade de imprensa é um pilar fundamental da democracia que deve ser defendido, garantido e respeitado por todos os poderes do Estado e por todos os sectores políticos e económicos que fazem parte da nossa sociedade.— SiPreBA
A respeito dos incidentes, a ministra de Segurança Patricia Bullrich declarou:

Se anunciarem que vêm, as forças de segurança estarão lá hoje, caso contrário os guardas normais estarão lá. Se eles cansarem e não forem mais, muito melhor para nós. Está calor e são dias difíceis para trabalhar nas ruas, mas vamos cuidar do Congresso, da sessão e da ordem pública para que a Argentina seja um país normal e não um país sob ataques permanentes de pedras e paus.— Patricia Bullrich
Depois do operativo policial, a ministra de segurança confirmou que há 18 detentos (entre eles 2 fotógrafos de origem chilena). Os fotógrafos eram pertencentes à a "Rede pela Defesa dos Direitos Humanos e a Democracia", dos quais um deles já tinha antecedentes prévios durante os Protestos no Chile em 2019—2020.

## Resultados do legislativo

### Câmara dos Deputados
Primeira análise
Resultado da votação:
| Data                                                         | Voto | Voto | União pela Pátria |    |    |    | Fazemos Coalizão Federal | Inovação Federal |   | Ind. | Buenos Aires Livre | Somos Energia para Renovar Santa Cruz | Produção e Trabalho |   | A União Mendocina | CREIO | Total     |
| ------------------------------------------------------------ | ---- | ---- | ----------------- | -- | -- | -- | ------------------------ | ---------------- | - | ---- | ------------------ | ------------------------------------- | ------------------- | - | ----------------- | ----- | --------- |
| 2 de fevereiro de 2024 Maioria absoluta necessária (129/257) | Sim  |      | —                 | 37 | 37 | 32 | 18                       | 9                | — | 3    | 2                  | 1                                     | 2                   | 1 | 1                 | 1     | 144 / 257 |
| 2 de fevereiro de 2024 Maioria absoluta necessária (129/257) | Não  |      | 97                | —  | —  | 2  | 4                        | —                | 5 | —    | —                  | 1                                     | —                   | — | —                 | —     | 109 / 257 |
| 2 de fevereiro de 2024 Maioria absoluta necessária (129/257) | Aus. |      | 2                 | —  | —  | —  | 1                        | —                | — | —    | —                  | —                                     | —                   | — | —                 | —     | 3 / 257   |

Segunda análise
Resultado da votação:
| Data                                                      | Voto | Voto | União pela Pátria |    |    |    | Fazemos Coalizão Federal | Inovação Federal |   | Ind. | Movimento de Integração e Desenvolvimento | Buenos Aires Livre | Produção e Trabalho | Somos Energia para Renovar Santa Cruz | CREIO | Movimento Popular Neuquén | Total     |
| --------------------------------------------------------- | ---- | ---- | ----------------- | -- | -- | -- | ------------------------ | ---------------- | - | ---- | ----------------------------------------- | ------------------ | ------------------- | ------------------------------------- | ----- | ------------------------- | --------- |
| 29 de abril de 2024 Maioria absoluta necessária (129/257) | Sim  |      | —                 | 37 | 36 | 30 | 18                       | 8                | — | 3    | 3                                         | 2                  | 2                   | 1                                     | 1     | 1                         | 142 / 257 |
| 29 de abril de 2024 Maioria absoluta necessária (129/257) | Não  |      | 98                | —  | —  | —  | 3                        | —                | 5 | —    | —                                         | —                  | —                   | —                                     | —     | —                         | 106 / 257 |
| 29 de abril de 2024 Maioria absoluta necessária (129/257) | Abs. |      | —                 | —  | —  | 4  | 1                        | —                | — | —    | —                                         | —                  | —                   | —                                     | —     | —                         | 5 / 257   |
| 29 de abril de 2024 Maioria absoluta necessária (129/257) | Aus. |      | 1                 | —  | 1  | —  | —                        | —                | — | —    | —                                         | —                  | —                   | 1                                     | —     | —                         | 3 / 257   |

Sanção definitiva
Resultado da votação:
| Data                                                      | Voto | Voto | União pela Pátria |    |    |    | Fazemos Coalizão Federal | Inovação Federal |   | Coalizão Cívica ARI | Ind. | Movimento de Integração e Desenvolvimento | Buenos Aires Livre | Produção e Trabalho | Somos Energia para Renovar Santa Cruz | CREIO | Movimento Popular Neuquén | Total     |
| --------------------------------------------------------- | ---- | ---- | ----------------- | -- | -- | -- | ------------------------ | ---------------- | - | ------------------- | ---- | ----------------------------------------- | ------------------ | ------------------- | ------------------------------------- | ----- | ------------------------- | --------- |
| 28 de junho de 2024 Maioria absoluta necessária (129/257) | Sim  |      | —                 | 37 | 37 | 34 | 13                       | 8                | — | 5                   | 3    | 3                                         | 2                  | 2                   | 1                                     | 1     | 1                         | 147 / 257 |
| 28 de junho de 2024 Maioria absoluta necessária (129/257) | Não  |      | 99                | —  | —  | —  | 3                        | —                | 5 | —                   | —    | —                                         | —                  | —                   | —                                     | —     | —                         | 107 / 257 |
| 28 de junho de 2024 Maioria absoluta necessária (129/257) | Abs. |      | —                 | —  | —  | —  | —                        | —                | — | 1                   | —    | —                                         | —                  | —                   | 1                                     | —     | —                         | 2 / 257   |

### Senado da Nação Argentina
Resultado da votação:
| Data                                                   | Voto | Voto |    |    |   |   |   | Inovação Federal |   | Compromisso Tucumán | Movimento Popular Neuquén | Vice-presidência da Argentina | Total   |
| ------------------------------------------------------ | ---- | ---- | -- | -- | - | - | - | ---------------- | - | ------------------- | ------------------------- | ----------------------------- | ------- |
| 12 de junho de 2024 Maioria absoluta requerida (37/72) | Sim  |      | —  | 12 | 7 | 6 | 6 | 3                | — | 1                   | 1                         | 1                             | 37 / 72 |
| 12 de junho de 2024 Maioria absoluta requerida (37/72) | Não  |      | 33 | 1  | — | — | — | —                | 2 | —                   | —                         | —                             | 36 / 72 |